# 特種考試地方政府公務人員考試
特種考試地方政府公務人員考試（英語：Civil Service Special Examinations for Local Government Personnel），也簡稱地方特考，是指由中華民國考選部所專門舉辦的公務人員特種考試，錄取人員是以「集中報名」但「分區錄取、分區分發」的方式進行。

## 外部連結
- 中華民國考選部（中文）